# Serghei Tatișcev
Contele Serghei Sergheevici Tatișcev (în rusă Сергей Сергеевич Татищев; n. 1872 – d. 1915) a fost un om de stat rus, viceguvernator al guberniilor Basarabia și Kovno, ulterior, guvernator al guberniilor Vilen (interimar) și Saratov. 

## Biografie
Tatișcev a absolvit Corpul Pajesk⁠(ru)[traduceți] (1891). În august 1895 a fost promovat la gradul de locotenent. Șase luni mai târziu, în mai 1896, a devenit adjutant la Kiev, Podolsk și în Volânia. În martie 1898 a fost numit adjutant al comandantului regiunii militare Vilen (în prezent Vilnius) cu inscriere în Regimentul de infanterie nr.169 „Novo-Troksk”. În 1900 a fost trimis în efectivul armatei de rezervă.
În același an a fost ales mareșalul al nobilimii din ținutul Oșmianî⁠(be)[traduceți] (1900) și președinte al Congresului conciliatorilor locali (1900), ulterior, magistrat onorific (1901) și mareșalul al nobilimii din Vilen (1903).
Cronologic, a îndeplinit rangurile de: evaluator colegial (1900), kammerjunker (1902), consilier de instanță (1903), consilier colegial (1906), șambelan (1906), consilier de stat (1908) și consilier de stat real (1913).
A fost viceguvernator al guberniilor Kovno (în prezent Kaunas; 1904–1905) și Basarabia (1905). În decembrie 1905 a fost numit guvernator interimar de Vilen, iar din 13 mai 1906 al Saratovului. În decembrie 1908 a fost numit oficial guvernator al guberniei Saratov. 
Activitatea administrației contelui Tatișcev a fost îndelung criticată de preotul Iliodor⁠(ru)[traduceți], fapt pentru care a părăsit postul în decembrie 1910. În 1911 s-a întors la Sankt Petersburg, unde a fost numit șef al Consiliului principal al treburilor presei al Ministerului Afacerilor Interne (1912–1915).
A murit în 1915 din cauza unei septicemii.

## Legături externe
- ru Biografia contelui la hrono.ru